# ویلیام موریس

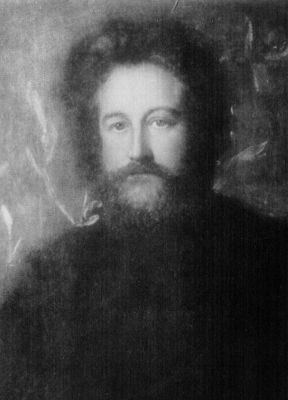
ویلیام موریس

ویلیام موریس (به انگلیسی: William Morris) (مرگ ۱۸۹۶- زاده ۱۸۳۴) طراح پارچه، مترجم، شاعر، هنرمند، و فعال سوسیالیست اهل بریتانیا بود که با جنبش هنر و پیشه شناخته می‌شد. او در احیای هنر طراحی پارچه به عنوان یکی از هنرهای سنتی بریتانیا موثر بود. آثار ادبی او در بنیان‌گذاری ادبیات تخیلی (فانتزی) مدرن تاثیرگذار بود. او همچنین در پذیرفته شدن سوسیالیسم در بریتانیای کبیر اواخر قرن ۱۹ نقشی فعال داشت.

## زندگی
موریس در ۲۴ مارس، ۱۸۳۴ در شهر والثامستو، اسکس، انگلستان به دنیا آمد. او تحصیلات خود را در دانشگاه آکسفورد ادامه داد و برای مدت کوتاهی، درس معماری خواند. او یکی از مؤسسان «مجلهٔ آکسفورد و کمبریج» به سال ۱۸۵۷ بود. او از بنیانگذاران و اعضای انجمن برداری پیشا رافائلی و اتحادیه سوسیالیستی بود.

## ادبیات خیال‌پردازی
وی به نظر مراد فرهادپور نخستین نویسندهٔ گونهٔ خیال‌پردازی است. وی نویسندهٔ کتاب چاه انتهای جهان (۱۸۹۶) است که نخستین داستان خیال‌پردازی (در مفهوم امروزی که جدا از داستان‌های خیالی گذشته و تنیده در زندگی روزمره بود) شمرده می‌شود و بسیاری آن را آتش‌زنهٔ چراغ ادبیات خیال‌پردازی امروزی که بزرگ‌ترین عرصهٔ آن در ادبیات زبان انگلیسی گشوده شده‌است، می‌شناسند. حال آن‌که هم‌دوره‌های او چون ادوارد پلانکت (لرد دانسنی) از داستان‌هایی در سرزمین‌های دور سخن می‌گفتند (که موریس با کتاب خبر از ناکجا نیز این‌گونه نوشت)، اما چاه در انتهای جهان او نخستین رمانی بود که در دنیایی کاملاً خیالی رخ می‌داد، نه اشاره‌ای به سرزمین‌های دوردست، یا آن‌جا که بشر در خیال خود می‌پروراند.

## نگارخانه

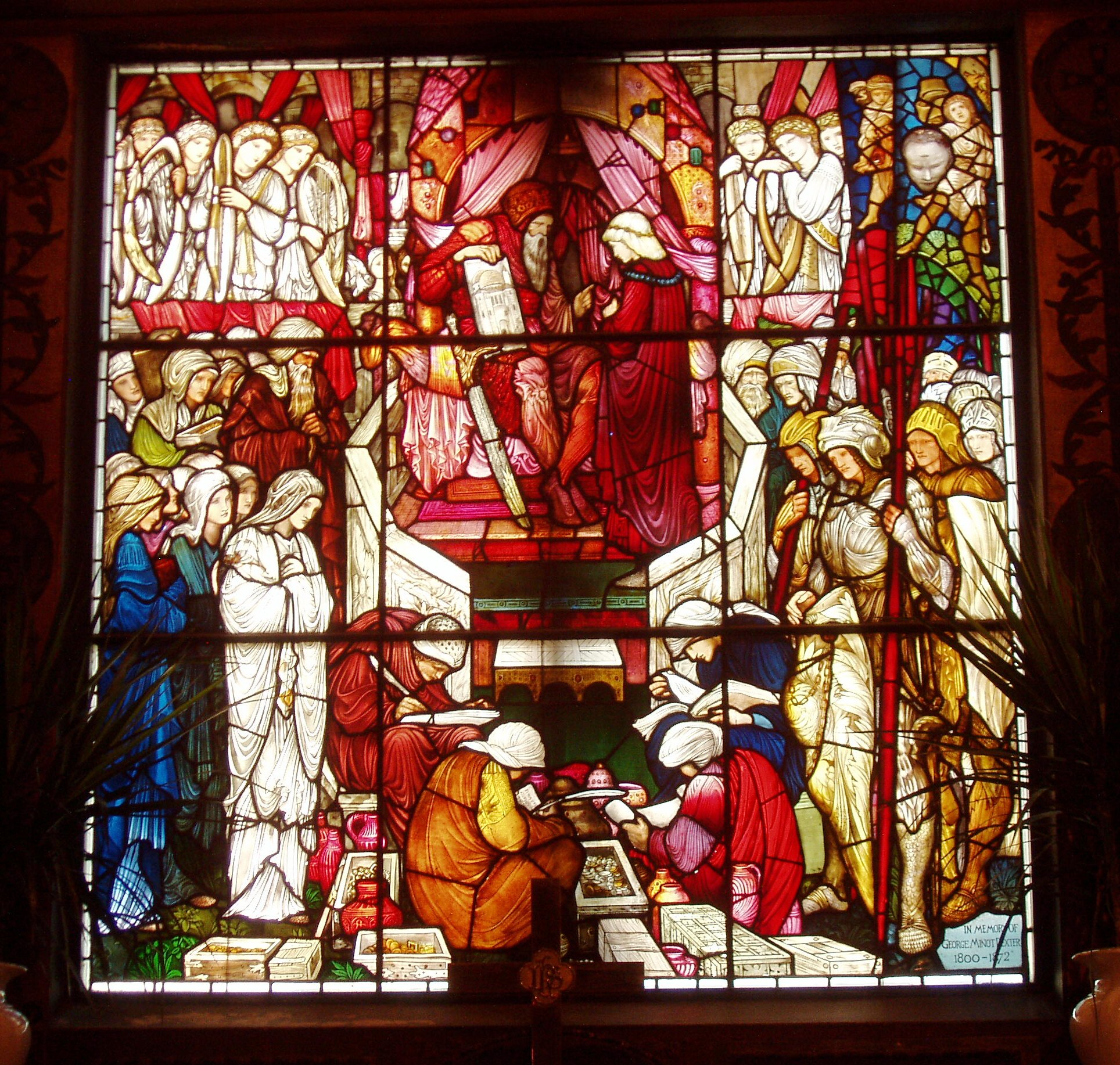
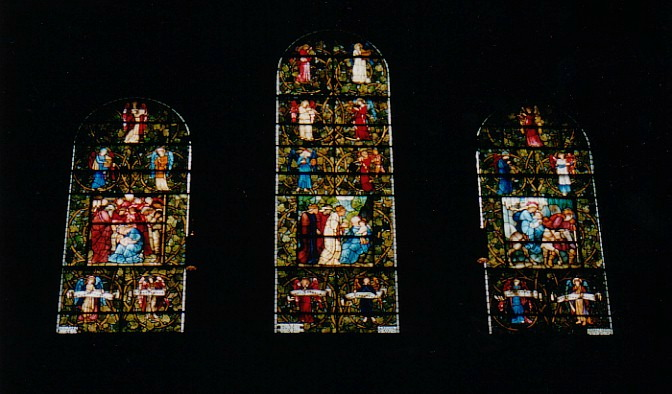
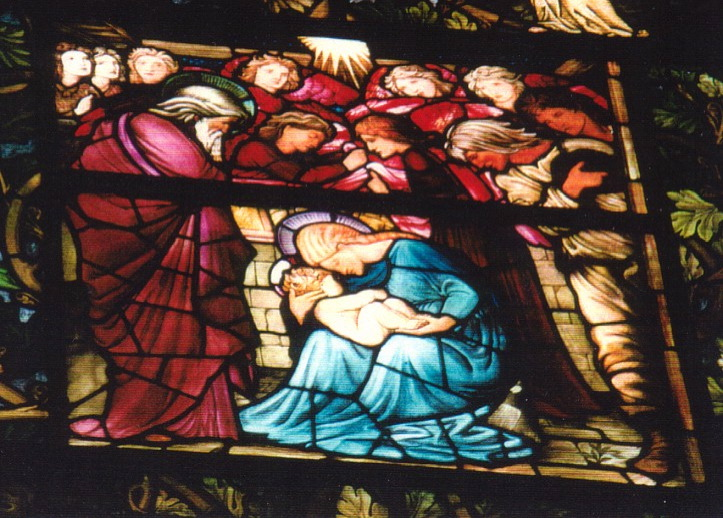
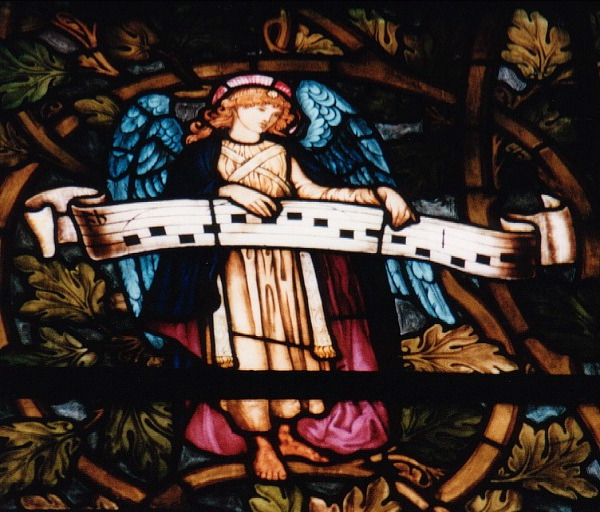
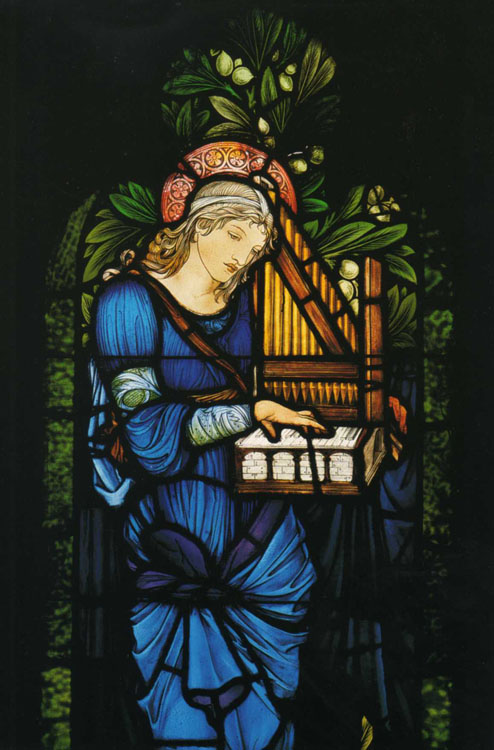